# 行徳健男

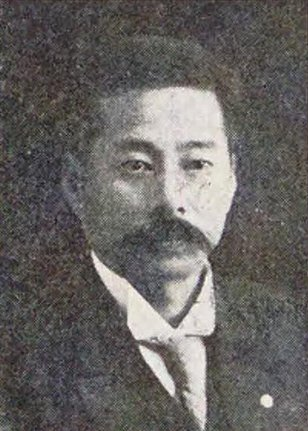
行徳健男

行徳 健男（ぎょうとく たけお、文久2年6月22日（1862年7月18日） – 昭和20年（1945年）10月18日）は、日本の衆議院議員（憲政会）。医師。

## 経歴
肥後国熊本（現在の熊本県熊本市）出身。1886年（明治19年）に熊本甲種医学校を卒業後、東京帝国大学医科大学選科、ベルリン大学に学んだ。眼科医院を開業し、熊本医学専門学校講師を務めた。さらに熊本市会議員、同参事会員に選出された。日露戦争の際には篤志医員として第六師団予備病院に勤務した。
1917年（大正6年）、第13回衆議院議員総選挙に出馬し、当選を果たした。
その他、熊本県医師会長、九州医師会長、大日本医師会副会長、熊本市教育会副会長を務めた。墓所は熊本市小峰墓地。